# Matwij Nykołajczuk
Matwij Mychajłowycz Nykołajczuk, ukr. Матвій Михайлович Николайчук (ur. 9 sierpnia 1974) – ukraiński piłkarz, grający na pozycji pomocnika.

## Kariera piłkarska

### Kariera klubowa
Wychowanek klubu Nywa Tarnopol, w której w 1992 rozpoczął karierę piłkarską. Na początku 1996 został zaproszony do Dynama Kijów, w którym rozegrał jeden mecz, a już 11 maja 1996 debiutował w składzie Czornomorca Odessa. Latem 1997 przeszedł do Metałurha Mariupol. W pierwszej połowie 1999 roku bronił barw Zirki Kirowohrad, a w drugiej Prykarpattia Iwano-Frankowsk. Na początku 2000 powrócił do Nywy Tarnopol, a po zakończeniu sezonu 2000/01, w którym Nywa spadła z Wyższej Lihi, opuścił klub. Potem wyjechał do Niemiec, gdzie przez 3 sezony występował w amatorskim zespole MSV 90 Preußen Magdeburg. Po powrocie na Ukrainę grał w drużynach amatorskich obwodu tarnopolskiego.

## Sukcesy i odznaczenia

### Sukcesy klubowe
- wicemistrz Ukrainy: 1996